# ذباب دوبسون
ذباب دوبسون (بالإنجليزية: Dobsonfly)‏، (الاسم العلمي: Corydalinae)، هي فصيلة فرعية تتبع عائلة الكوريداليدات [الإنجليزية] من رتبة كبيرات الأجنحة، يرقاتها مائية تعيش في الجداول يطلق عليها عادة هيلغرامتي، وغالبًا ما يمكن إيجاد البالغات بالقرب من جداول المياه أيضًا.
تنتشر الأجناس التسعة من ذباب دوبسون في الأمريكتين وآسيا وجنوب إفريقيا.

## التسمية
أصل كلمة "ذباب دوبسون" غير واضح، ظهر للمرة الأولى من قبل جون هنري كومستوك للإشارة إلى هذه الحشرات في كتابه "حياة حشرة" عام 1897، لكنه لم يوضح معناه.
كما أشار في الكتاب أيضًا أن صيادي الاسماك كانوا يستخدمون كلمة هيلغراميت للإشارة إلى يرقات هذه الحشرات التي يستخدمونها كطُعم لصيد الأسماك، لكن أيضًا من دون توضيح أصل هذا المصطلح.

## الوصف
تُعد ذباب دوبسون البالغة من بين أكبر الحشرات غير الحرشفية في مناطق المناخ المعتدل كالولايات المتحدة وكندا، حيث يصل امتداد جناحي بعض أنواع جنس كوريدالس [الإنجليزية] إلى 18 سنتيمتر (7.1 بوصة)، بينما يمكن أن يصل امتداد جناحي ذبابة دوبسون الشوكية الآسيوية (الاسم العلمي: Acanthacorydalis fruhstorferi) إلى 21.6 سنتيمتر (8.5 بوصة) وهي مسجلة في موسوعة غينيس كأكبر امتداد اجنحة لحشرة مائية واكبر ذبابة دوبسون في العالم.
تتراوح ألوان أجنحتها بين الرمادي وعدد درجات الالوان الشفافة الأخرى، وذلك حسب نوع الحشرة، وتتميز القطع الشرجية للجناح الخلفي بعرضها وانطوائها عند الراحة، بالرغم من حجم الأجنحة الكبير إلا أن طيران الحشرات البالغة ضعيف وبحركة رفرفة غير مستقرة، الجسم ناعم، ويتراوح لونه من الأصفر إلى درجات بنية داكنة.
عادةً لا يتجاوز معدل طول جسم الحشرة البالغة 7.5 سنتيمتر (3.0 بوصة)، لكن في بعض الأنواع الآسيوية الكبيرة قد يصل طول الجسم إلى 10.5 سنتيمتر (4.1 بوصة).
يمكن التعرف على الذكور البالغين في العديد من أنواعها "وليس جميعها" بسهولة من خلال فكوكهم الطويلة المنحنية في الانواع ضمن الأجناس Acanthacorydalis وCorydalus وPlatyneuromus، في حين أن الذكور والإناث في أجناس Neoneuromus وNevromus وNeurhermes وProtohermes متشابهين، النوع Corydalus cornutus اكثرها تميزًا بفكوك طويلة بشكل خاص، يمكن أن يصل طول الفك في ذكورها إلى 4 سنتيمتر (1.6 بوصة)؛ تستخدم الذكور هذه الفكوك في التنافس على الإناث، ومن الممكن أن هذه الفكوك قد تكون خضعت للانتقاء الطبيعي بوصفها خصائص جنسية ثانوية تستخدمها الإناث لتقييم الذكور أثناء التزاوج؛ ومع ذلك لا يستطيع الذكور استخدام هذه الفكوك في العض لأنها طويلة جدًا، في حين تمتلك الإناث فكوكًا قصيرة لكنها متصلبة بشدة مما يُمكنها من توجيه عضات قوية عند الشعور بالتهديد.
بالإضافة إلى ذلك، يُنتج ذكور العديد من الأنواع "هدايا التزاوج" على شكل حزم من الحاملات المنوية الغنية بالمغذيات، تتغذى عليها الأنثى بعد التزاوج، وثبت أن هناك علاقة من نوع ما بين حجم الفكوك لدى الذكور وهذه الهدايا؛ ففي الأنواع التي تمتلك ذكورها فكوكًا كبيرة، تكون "هديا التزاوج" صغيرة أو غير موجودة، بينما تكون كبيرة في الأنواع التي لا تمتلك ذكورُها فكوكًا متضخمة. باستثناء الجنسين Chloroniella وChloronia، التي تفتقر ذكورهما إلى فكوك كبيرة ولا تقدم هدايا التزاوج.
تتميز الذكور أيضًا بقرون استشعار طويلة بشكل جلي، يمكن أن يتجاوز طولها طول الفكوك نفسها.
تتميز عائلة ذباب دوبسون عن الفروع الحيوية الأخرى القريبة منها بعدد من السمات المشتركة (مع استثناءات في بعض الأنواع): رأس رباعي الشكل يحتوي على شوكة خلف عينية وحافة ومستوى مسطح، قرون استشعار غير مشطية، وأربعة عروق عرضية بين العرق الشعاعي والقطاع الشعاعي، بالإضافة إلى الطرف الذكري المميز والذي يتمثل بعقلة طرفية تاسعة متطورة.
أما فيما يتعلق باليرقات، فقد كتب عالم الحشرات جون هنري كومستوك في كتابه "حياة حشرة" عام 1897: "على الرغم من مظهرها غير المستحب، إلا أنها مثيرة للاهتمام في بعض الجوانب بالنسبة لدارسي علم الطبيعة."
يرقات الحشرة التي تُسمى عادةً هيلغراميت، أكثر شهرة من البالغات نظرًا لسهولة العثور عليها، وهي تتميز بخصائص فريدة، فعلى الرغم من كونها مائية بشكل عام وتعتمد على امتصاص الأكسجين المذاب عبر خيوط جانبية بطنية وخياشيم قصبية، إلا أنها تمتلك أيضًا متنفسات تمكنها من استنشاق الهواء مباشرة عند تواجدها فوق سطح الماء.
تختلف يرقات ذباب دوبسون عن يرقات أقرب شقيقاتها ذباب جار الماء، في أنها امتلاكها ثمانية أزواج من الزوائد الجانبية، بالإضافة إلى زوائد شرجية مزوّدة بزوج من الخطاطيف النهائية التي تساعدها على التمسك بالركيزة. كما أنها تفتقر إلى الخيط الطرفي، لديها في نهاية البطن زوج من البنى الشبيهة بالمخالب، ويكون لون جسم اليرقات أسود أو بني داكن.

## التصنيف
تضم عائلة ذباب دوبسون الفرعية، 9 أجناس رئيسية مقسمة الى 4 سلالات من الاقل الى الأكثر تطورًا، وهي:
- سلالة بروتوهيرمس: ويضم الأجنسين Neurhermes وProtohermes، والتي تنتشر من شمال غرب الهند حتى الصين واندونيسيا واليابان.
- سلالة كرولونيلّا: تضم الجنس Chloroniella الموجود في جنوب إفريقيا فقط.
- سلالة نيفرومس: تضم الأجناس Acanthacorydalis وNevromus وNeoneuromus، وهي تنتشر من شمال غرب الهند وحتى جنوب شرق آسيا.
- سلالة كوريدالس: تضم الأجناس Platyneuromus وChloronia وCorydalus، تنتشر من جنوب كندا وحتى شمال الأرجنتين وجنوب شرق البرازيل.

## السلوك والتغذية
تعيش يرقات ذباب دوبسون على القيعان الصخرية للأنهار، في الغالب تكون نشطة خلال الليل، حيث تقوم بالانقضاض على فرائسها في المنحدرات النهرية التي توفر الكثير من الأوكسجين وتثير الفرائس، إنها مفترسات عامة؛ حيث أظهرت التشريحات أنها تتغذى بشكل رئيسي على اليرقات المائية لذباب مايو، وذباب القمص، وذباب الصخور، والهاموشيات.
بالرغم من أن اليرقات تقضي معظم حياتها تحت الصخور في الماء، الا أن السكان المحليين على أنهار فيرجينيا وبنسلفانيا قد أفادوا بظهور هذه اليرقات خلال العواصف الرعدية بظاهرة تعرف باسم "زحف الهيلغراميت".
الحشرات البالغة ليلية النشاط أيضًا، ونادرًا ما يُرَون لأنهم يختبئون تحت الأوراق في ظلة الأشجار خلال النهار، لكن أحيانًا يمكن مشاهدتهم في تجمعات تحت الجسور أو الهياكل الأخرى على طول الأنهار، ونظرًا لأن الحشرات البالغات تعيش حوالي أسبوع فقط فليس من المعروف أنهم يتناولون الطعام، لكن أبلغ عن بعضها تشرب محلولًا سكريًا في الأسر.
ينجذب ذباب دوبسون إلى مركب الميركابتان، وهو مادة مضافة تحذيرية في الغاز الطبيعي والبروبان، وقد تتصرف مثل حيوان استشعار لوجود هذه الغازات.

## دورة الحياة
تُعدّ عملية التحوّل من يرقة إلى بالغة في ذباب دوبسون واحدة من أبسط عمليات التحول الكامل بين الحشرات، تبدأ دورة الحياة بعرض تزاوج طقوسي،(ملاحظة 1)، يتنافس الذكور فيما بينهم على الإناث، حيث يقومون بخفق أجنحتهم بقوة ويحاولون إدخال فكوكهم الطويلة أسفل جسم الخصم بهدف قلبه في الهواء، بعد ذلك يتقرب الذكر الفائز من الأنثى من الجانب ويلامسها بقرون استشعاره لتُبدي الأنثى سلوكًا عدوانيًا بعض الشيء في بادئ الأمر، حيث تحرّك رأسها من جانب إلى آخر مع إبقاء فكّيها مفتوحين على اتساعهما، لكنها بعد ذلك تسمح للذكر بالاقتراب ووضع فكّيه فوق أجنحتها بزاوية قائمة، ويظل في هذا الوضع حتى تعطي الأنثى إشارة قبول التزاوج.
في جنس Protohermes على الأقل، أثناء التزاوج يقوم الذكر بإلصاق كيس حامل منوي كبير كروي الشكل بطول وعرض حوالي 4 مليمتر (0.16 بوصة) بالأعضاء التناسلية لدى الأنثى، يتكوّن هذا الكيس المنوي من جزأين: كتلة هلامية كبيرة من مواد مغذية، وقناة منوية أصغر تحتوي على الحيوانات المنوية؛ بعد انتهاء التزاوج، تقوم الأنثى بفرد أرجلها على نطاق واسع، وثني بطنها تحت صدرها، وتلتهم الجزء الهلامي الغذائي من الكيس.
يحدث وضع البيض على جدران الصخور في حواف مجاري الأنهار خلال الليل في الفترة من مايو إلى سبتمبر بالنسبة لجنس Corydalus، تضع الإناث كتل بيض بحجم العملة المعدنية تحتوي على متوسط ألف بيضة رمادية أسطوانية الشكل، يبلغ طول كل بيضة حوالي 1.5 مليمتر (0.059 بوصة) وعرضها 0.5 مليمتر (0.020 بوصة)، وتغطى كتل البيض هذه بطبقة من مادة بيضاء شبيهة بالجص، والتي يعتقد أنها تحمي البيض من الجفاف و الاحتراق بسبب الحرارة، تميل الإناث إلى وضع كتل البيض في عدد قليل نسبيًا من المواقع، مما يؤدي إلى تراكم كتل البيض في بعض الأماكن.
بعد أسبوع إلى أسبوعين تفقس البيوض تقفز اليرقات الأولية مباشرة إلى المجرى المائي أو إذا لم تجد المياه تبدأ بالبحث عنها على الفور، تعيش اليرقات لمدة قد تصل إلى خمس سنوات، حيث تمر بـ 10-12 مرحلة انسلاخ، عندما تصل اليرقات إلى مرحلة النضج تترك المياه وتبحث عن صخرة أو جذع شجرة أو المخلفات الناتجة عن البشر، عادة بالمقربة من المجرى المائي لكن في بعض الأحيانًا على مسافة تصل حتى 40 مترًا عن الماء، لتبني اليرقة حجرة لتقضي فيها فترة التعذر وتبقى هناك فترة تتراوح من عدة أيام إلى عدة أسابيع كيرقات ما قبل التعذر قبل أن تتخلص من هيكلها الخارجي ثم تقضي من أسبوع إلى أسبوعين كعذراء.
تكون العذراء بلون برتقالي مصفر مع بقع داكنة على الجانب الظهري من البطن، مغطاة بشعيرات دقيقة، وحرة (أي أن الأطراف والأجزاء الفموية المتطورة متصلة فقط عند أطرافها الأقرب)، على الرغم من أن الذكور لديهم بروز صغير في مقدم الصدر و رأس أعرض قليلًا من الإناث، لكن فكوكهم أقل اختلافًا من تلك الموجودة في الأفراد البالغة، وأخيرًا، تخرج العذراء من حجرتها، تاركة وراءها الجلود الطور اليرقي والعذري.

## إستخدام

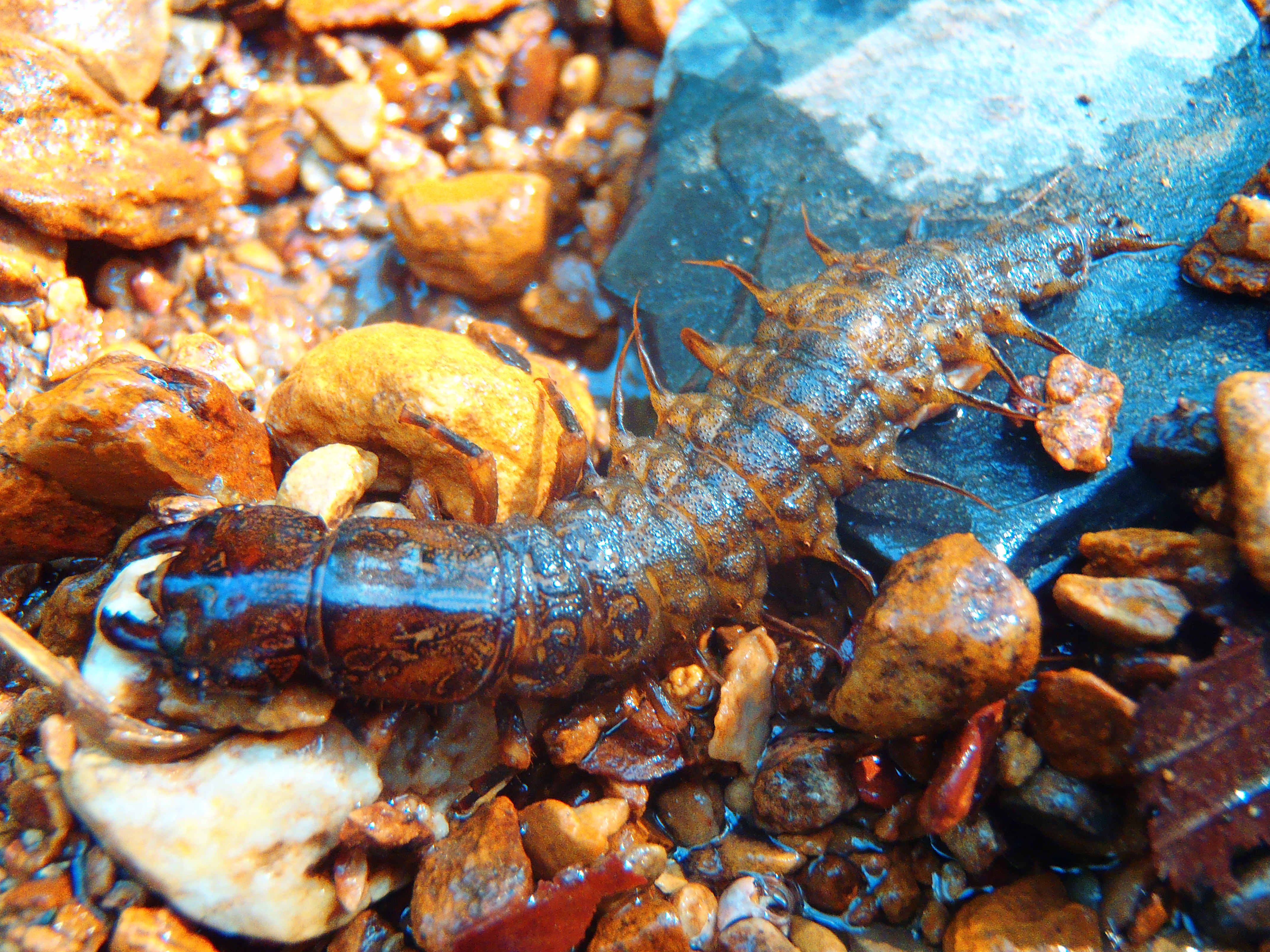
يرقة ذباب دوبسون (هيلغراميت) في نهر تينيسي.

يرقات الحشرة هيلغراميت شائعة بين الصيادين كطُعم بسبب حجمها الكبير وقدرتها على التحمل وطبيعتها العدوانية، اقترح العالم جون هنري كومستوك طريقة لاصطيادها عن طريق اثارة الصخور في قاع المياه وجمعها في شباك، وغالبًا ما يتم بيعها بأسعار مرتفعة في محلات الطُعوم، مما يقود الى استغلالها بشكل مفرط في بعض المناطق والعمل على تنظيم بيعها في بعض الولايات، في حين يستخدم بعض الصيادين الآخرين طعوم صناعية بشكل اليرقات كبديل.
على الرغم من كون يرقات ذبابة دوبسون ليست بنفس درجة الحساسية للمياه الملوثة من يرقات ذبابة مايو وذباب القمص، لكنها غير قادرة على التكيف مع المياه الملوثة وقد يمكن الاستفادة منها كمؤشرات حيوية لجودة المياه.
ذباب دوبسون البالغ ينجذب بشدة إلى الأضواء، لذا عادة ما يستعمل علماء الحشرات والهواة مصائد الضوء الأسود و مصائد مصابيح بخار الزئبق لاصطيادها.

## معرض الصور

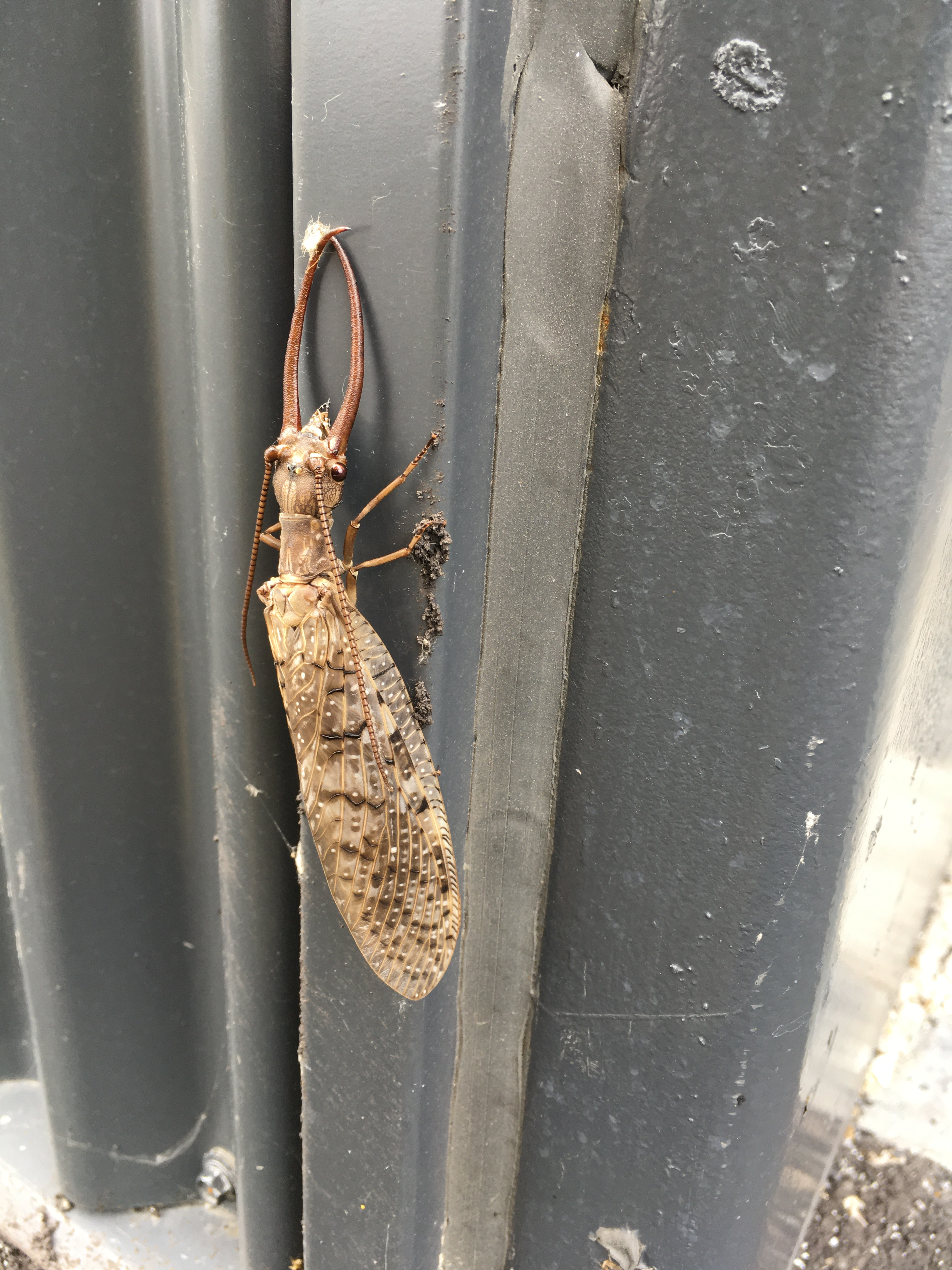
ذكر ذباب دوبسون الشرقية (Corydalus Cornutus)
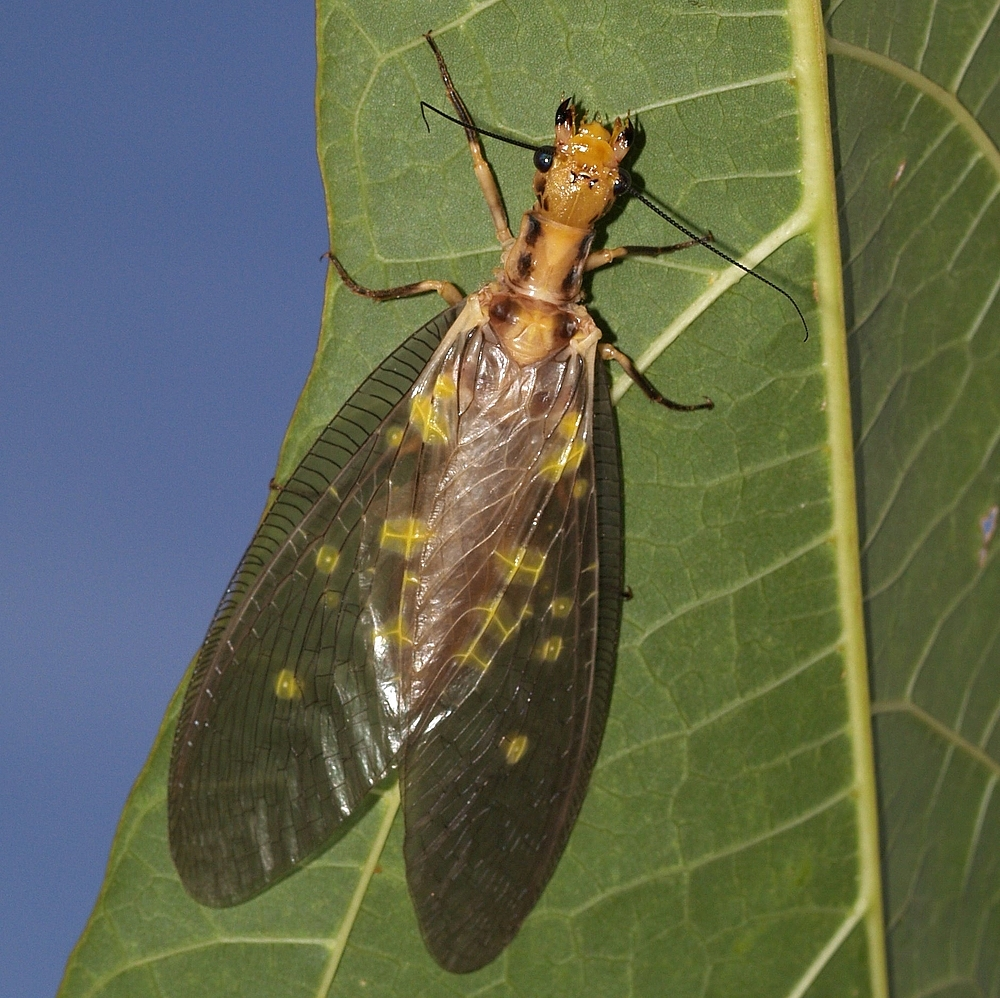
النوع (Protohermes grandis)
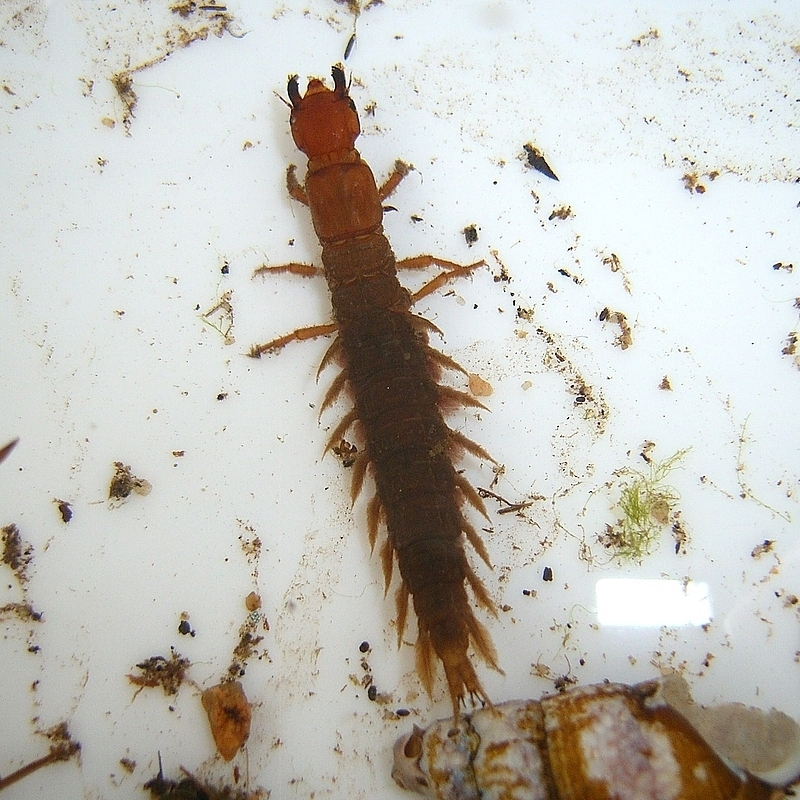
يرقة النوع (Protohermes grandis)
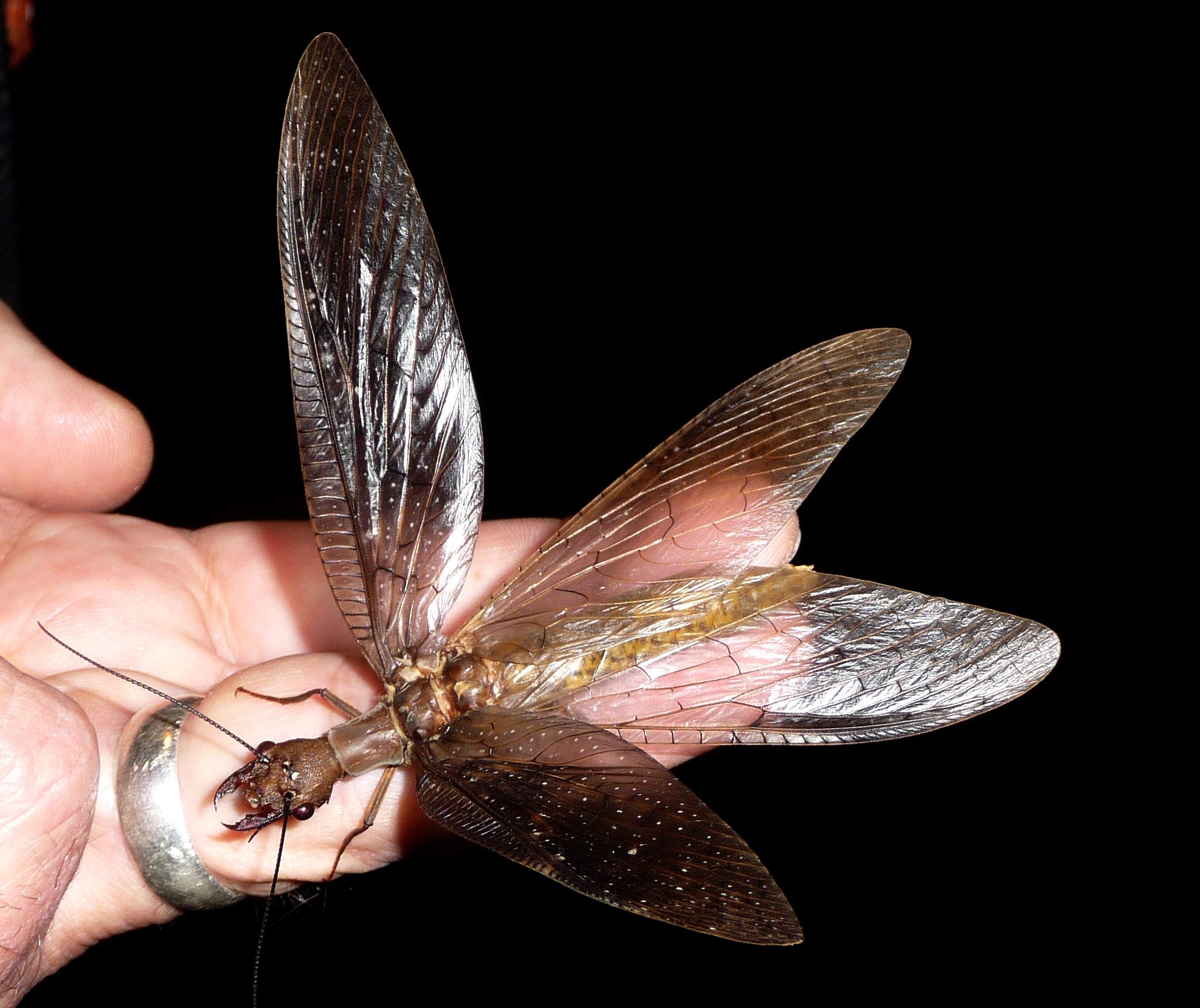
حجم ذبابة دوبسون أنثى بالنسبة لليد.

## هوامش
- ملاحظة 1: يستند معظم الوصف في دورة الحياة إلى دراسة Simonsen et al. 2008 المتعلقة بجنس Corydalus فقط، في حين أن طقوس التزاوج في أنواع الحشرة الأخرى لا تزال غير معروفة.[8]

## طالع أيضًا
- كبيرات الأجنحة
- ذباب مايو
- ذباب القمص

## روابط خارجية
- صفحة العائلة الفرعية على موقع المكتبة الحيوية
- صفحة العائلة الفرعية والانواع الحية المندرجة ضمنها على موقع المركز الوطني لمعلومات التقانة الحيوية